# Cisterna Volley
Il Cisterna Volley è una società pallavolistica maschile italiana con sede a Cisterna di Latina: milita nel campionato di Superlega.

## Storia
Il Cisterna Volley viene fondato nel 2023: grazie all'acquisto del titolo sportivo dalla Top Volley Latina accede alla Superlega, dove debutta nella stagione 2023-24. Nell'annata 2024-25 si qualifica per la prima volta alla Coppa Italia e ai play-off scudetto, in entrambi i casi eliminata ai quarti di finale dalla Trentino.

## Rosa 2025-2026
| N° | Nome               | Ruolo | Data di nascita   | Nazionalità sportiva |
| -- | ------------------ | ----- | ----------------- | -------------------- |
| 1  | Landon Currie      | L     | 16 ottobre 1999   | Canada               |
| 4  | Alessandro Finauri | L     | 5 maggio 2004     | Italia               |
| 7  | Tommaso Barotto    | O     | 24 agosto 2005    | Italia               |
| 8  | Fabian Plak        | C     | 23 luglio 1997    | Paesi Bassi          |
| 9  | Yūga Tarumi        | S     | 2 novembre 2000   | Giappone             |
| 10 | Filippo Lanza      | S     | 3 marzo 1991      | Italia               |
| 11 | Alessandro Fanizza | P     | 11 dicembre 2004  | Italia               |
| 12 | Enrico Diamantini  | C     | 4 aprile 1993     | Italia               |
| 16 | Nicola Salsi       | P     | 13 settembre 1997 | Italia               |
| 18 | Daniele Mazzone    | C     | 4 giugno 1992     | Italia               |
| 19 | Tommaso Guzzo      | O     | 30 aprile 2002    | Italia               |
| 20 | Efe Bayram         | S     | 1º marzo 2002     | Turchia              |
| 24 | Jacopo Tosti       | C     | 29 settembre 2008 | Italia               |
| 99 | Daniel de Oliveira | S     | 21 agosto 1997    | Brasile              |